# Андреева, Галина Михайловна
Гали́на Миха́йловна Андре́ева (13 июня 1924, Казань — 31 мая 2014, Москва) — советский и российский социальный психолог и социолог. Доктор философских наук (1966), профессор (1968), заслуженный деятель науки РСФСР (1984), академик РАО (1993).
С именем Галины Андреевой связывают организацию и развитие социологии и социальной психологии в СССР после длительного перерыва исследований в этих областях. Кавалер российского Ордена Дружбы народов (1994) и Ордена Почёта (2004).

## Биография
Родилась в Казани в семье врачей. Отец был профессором и заведовал кафедрой психиатрии Казанского медицинского института. Мать работала врачом-неврологом в городской больнице. Школу Галина Михайловна Андреева окончила с отличием и в 1941 году послала документы в Ленинградский университет, на отделение гидрологии северных морей факультета физики. Однако начавшаяся война изменила планы. Так в 17 лет Галина Андреева ушла добровольцем на фронт, пройдя курсы радистов. До самого июня 1945 года Галина Андреева находилась в действующей армии. Имеет боевые награды: ордена Красной Звезды, Отечественной войны II степени, медали «За боевые заслуги», «За победу над Германией в Великой Отечественной войне 1941—1945 гг.» и др.
После демобилизации поступила на философский факультет МГУ имени М. В. Ломоносова (окончила в 1950 году). Кандидатская диссертация по специальности «История философии» была написана на тему «Развитие Лениным теории социалистической революции в годы первой мировой войны». В 1965 году защитила докторскую диссертацию «Методологические проблемы эмпирического социального исследования». В 1969 году создала на философском факультете МГУ кафедру методики конкретных социальных исследований. В 1971 году перешла на работу на факультет психологии МГУ, где в 1972 году организовала и возглавила кафедру социальной психологии и являлась её заведующей до 1989 года. В 1989 году стала профессором кафедры.
Читала на факультете психологии МГУ курс лекций «Социальная психология» и спецкурсы «Зарубежная социальная психология XX столетия», «Психология социального познания» и «Методологические проблемы социально-психологического исследования».

## Публикации
- Критика современных буржуазных и ревизионистских теорий классов. — М.: Знание, 1959.
- Классы и классовая борьба. — М.: Московский рабочий, 1961 (в соавт. с Угриновичем Д. М.).
- Коммунизм и личность. — М.: Политиздат, 1964.
- Современная буржуазная эмпирическая социология. — М.: Мысль, 1965.
- Буржуазная социология в поисках теории. М.: Знание, 1966.
- Из истории буржуазной социологии XIX—XX вв. [Сборник, отв. редактор] — М.: Изд-во МГУ, 1968.
- К вопросу об отношениях между микро- и макросоциологией. — М.: Изд-во МГУ, 1970.
- Актуальные проблемы развития конкретных социальных исследований. [Сборник статей, ответственный редактор] — М., 1971.
- Лекции по методике конкретных социальных исследований. [Редактор] — М.: Изд-во МГУ, 1972.
- Современная социальная психология на Западе. — М.: Изд-во МГУ, 1978. (совм. с Н. Н. Богомоловой и Л. А. Петровской).
- Социальная психология [Учебник для факультетов психологии университетов]. — М.: Изд-во МГУ, 1980, 1988. (М.: Аспект-пресс, 1996).
- Межличностное восприятие в группе. — М.: Изд-во МГУ, 1981.
- Современная зарубежная социальная психология. [Редактор] — М., 1984.
- Общение и деятельность. [На русском и чешском языках] — Прага, Издательство Карлова университета, 1984. (совм. с Я. Яноушеком).
- Социальные и методологические проблемы повышения эффективности науки. — М., 1985.
- Социально-психологические аспекты активизации человеческого фактора // Вопросы психологии. — 1986, № 3. — с. 5-15.
- Общение и оптимизация совместной деятельности. [Редактор, совм. с Я. Яноушеком] — М.: Изд-во МГУ, 1987.
- Актуальные проблемы социальной психологии. [МГУ им. М. В. Ломоносова. Факультет повышения квалификации. Факультет психологии] — М.: Изд-во МГУ, 1988.
- Психология социального познания. М., 1997, 2000, 2005.
- Социальное познание: проблемы и перспективы. М., 1999.
- К проблематике психологии социального познания // Мир психологии. — 1999, № 3.
- Социальная психология сегодня: поиски и размышления. М., 2009.
- Русские и немцы. Старый образ врага уступает новым надеждам. На нем яз. Бонн, 1990 (соавт. - коллеги из ФРГ)